# Manuel Pereira Coutinho
Manuel Pereira Coutinho foi um administrador colonial português que exerceu o cargo de Capitão-General na Capitania-Geral do Reino de Angola entre 4 de Setembro de 1630 e 1635, tendo sido antecedido por D. Fernão de Sousa e sucedido por Francisco de Vasconcelos da Cunha. 